# Estación Padura
Padura era una estación de trenes abierta a finales del siglo XIX y ubicada en lo que es el Club Hípico de Santiago, comuna de Santiago. Esta formaba parte del Ferrocarril de Cintura de Santiago. La estación anteriormente fue conocida como "Paradero Club Hípico" debido a su proximidad al hipódromo. Era propiedad del Ejército y unió a la fábrica de cartuchos de Santiago con el resto del país por medio del Ferrocarril Longitudinal.

## Historia
En las décadas de 1840-1850 el estado de Chile, bajo el mandato de Manuel Bulnes, adquiere 140 cuadras para construir un centro penitenciario militar, que finalmente contendría al Cuartel de Artillería y la Penitenciaría de Santiago. Este terreno ubicado entre las actuales calles Club Hípico, San Ignacio y el Zanjón de la Aguada, se mantuvo bajo la administración del Ejército de Chile. En 1880 se construye la Fábrica de Cartuchos y el desvío a los "Arsenales de Guerra", naciente desde el Ferrocarril de Circunvalación.
El ferrocarril entre estación Central y estación San Diego fue inaugurado en 1898.
La estación era propiedad del ejército. La estación ya existía en 1909. La construcción de un nuevo edificio para la estación fue proyectada en 1912.
En 1923, una explosión en la FAMAE produjo que la Comisión de Experimentación del ejército se moviera provisionalmente al edificio de la estación. En 1931 se instaló la sección Gases y Guerra Química, contigua a la estación. La estación recibía pasajeros durante 1937.

### Actualidad
No queda ningún vestigio de la estación, solo algunas crónicas de la época y el cruce de la línea por calle Club Hípico entre Calle Centenario e Isabel Riquelme.

## Infraestructura
La estación poseyó un cruce con la actual calle Club Hípico en el P.K 3,990 del ramal.
Su nombre es igual al del antiguo pasaje homónimo en el cual la estación se ubicó. Actualmente el pasaje es la calle Club Hípico.

### Desvíos
La estación era cabecera del desvío "Arsenales de Guerra", que surgía desde esta estación y continuaba por lo que es hoy Avenida Viel. El desvío era de uso militar, conectando a la fábrica y sus bodegas con el resto del sistema ferroviario del país.